# Alexandre Jean
Alexandre Jean est un maître écrivain et maître d'arithmétique français, actif dans le deuxième quart du XVIIe siècle. 

## Biographie
Né vers 1580, il a été reçu en 1609 dans la Communauté des maîtres écrivains jurés. Paillasson signale que, sans en être l'inventeur, il a rendu générale la pratique de la plume à traits, qui sert à exécuter des ornements aux traits épaissis.
Il est un exemple de ces maîtres écrivains aussi actifs dans l’enseignement et la comptabilité, et a publié plusieurs méthodes d’arithmétique.
Il est mort en 1670 à Paris.

## Œuvres

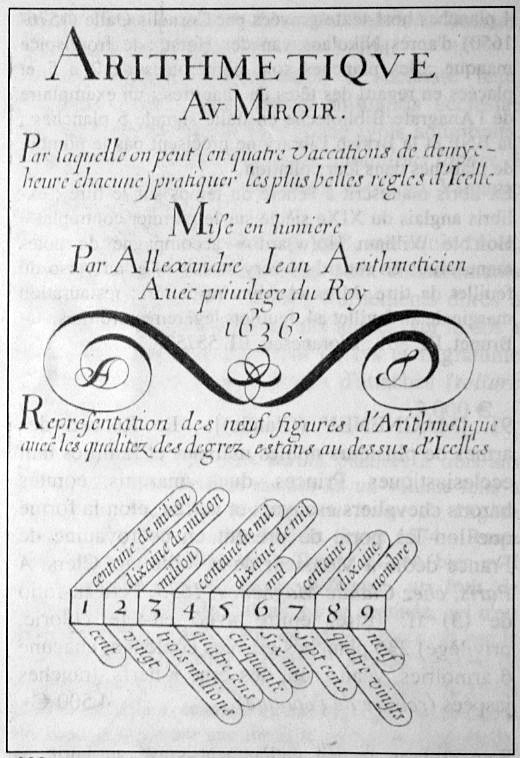
Page de titre de l' Arithmétique au miroir d'Alexandre Jean (Paris, 1636).

- Moyen pour apprendre à ecrire, Abréviations lesquelles se rencontrent dans les écritures minutées, Moyen pour apprendre à bien lire, etc. Paris : 1623. Cités d'après Marolles, Le livre des peintres et graveurs. p. 28 note.
- Advis qu'Alexandre Jean, escrivain et arithméticien donne aux pères et mères, en faveur de leurs enfans, des excellantes méthodes qu'il a découvertes... par le moyen desquelles la jeunesse pourra facilement apprendre. S.l.n.d. 8°, 46 p. (Paris BNF : R-39349).
- Arithmétique au miroir, par laquelle on peut (en quatre vacations de demie heure chacune) pratiquer les plus belles règles d'icelle. Mise en lumière par Allexandre Jean, arithméticien.... [Paris], 1636-1637. 8°, [15]-55-17 p. gravées, 17 illustrations gravées. Paris BNF : V-19310. Réédition en 1649 (Paris BNF : V-19332). Cat. Warmelink n° 367a.
- Est-ce à lui qu'il faut attribuer un Tableau de la vie humaine signé Alexandre Jan, estampe conservée à la BNF[1] ?